# Grand Prix-wegrace van Joegoslavië

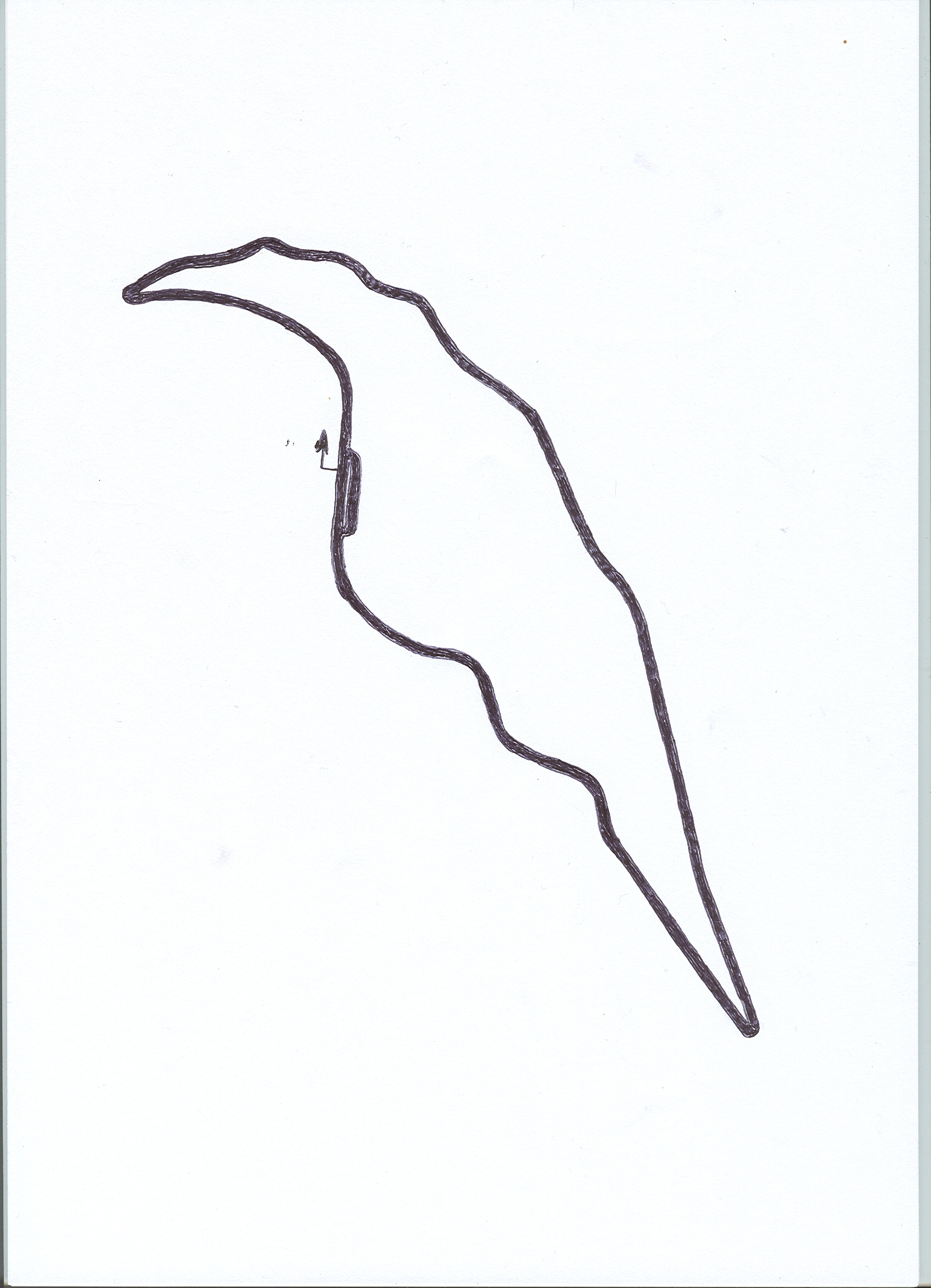
Overzicht van het circuit van Opatija

De Grand Prix van Joegoslavië voor motorfietsen was een wegrace die tussen 1960 en 1990 30 keer werd georganiseerd. Van het seizoen 1969 tot en met het seizoen 1990 maakten de races deel uit van het wereldkampioenschap wegrace.

## Geschiedenis

### Grand Prix van de Adriatische Zee
De eerste wedstrijden op het stratencircuit Preluk in een sportcomplex in Opatija werden in 1946 georganiseerd in het kader van het kampioenschap van Kroatië. In 1947 telden de wedstrijden al voor het landskampioenschap van Joegoslavië. In 1950 kreeg de race de naam "Prijs van de Adriatische Zee" (Nagrada Jadrana) en mochten er ook buitenlanders starten. In 1960 veranderde de naam in "Grote Prijs van de Adriatische Zee" (Velika Nagrada Jadrana). In de jaren vijftig en -zestig was deze Grand Prix al een grote internationale race met veel bekende coureurs uit de hele wereld.
In 1969 kreeg de Grote Prijs van de Adriatische Zee voor het eerst WK-status. De veiligheid van het Circuit van Opatija stond toen al ter discussie en de Grand Prix van de Adriatische Zee kreeg pas drie weken van tevoren zijn WK-status, nadat de Fédération Internationale de Motocyclisme een aantal aanbevelingen had gedaan met betrekking tot de veiligheid. Dat was juist in Opatija geen overbodige luxe, want daar reed men langs rotswanden en duizenden lantaarnpalen. Het wegdek was echter verbeterd en er waren grote rijen strobalen aangebracht. In 1971 kon de Grand Prix door bureaucratische redenen na het wisselen van de organisatie niet doorgaan.

### Grand Prix van Joegoslavië
In 1972 veranderde de naam in "Grand Prix van Joegoslavië", maar in 1973 ontstond er weer veel commotie omtrent de veiligheid van het circuit. Sinds 1972 was er al veel verbeterd en had men het aantal strobalen van 1200 opgevoerd tot 3250. Ondanks een inspectie én goedkeuring van de coureurs Chas Mortimer, John Dodds, Giacomo Agostini en Kim Newcombe trok Arturo Magni (teamchef van MV Agusta) zijn coureurs terug. Dat terwijl Giacomo Agostini en Phil Read best wilden rijden. Ook Teuvo Länsivuori had geen probleem met het circuit, maar werd door zijn baas, de Finse Yamaha-importeur Arwidson, onder druk gezet niet te rijden. De teneur in het algemeen was dat de organisatie een dergelijke onsportieve houding beslist niet verdiend had. Tijdens het congres van de FIM in oktober werd het circuit definitief afgekeurd, maar men slaagde er toch in om in 1975 weer op de wedstrijdkalender te komen. Na de dodelijke ongevallen van Ulrich Graf en Giovanni Zigiotto in 1978 werd de Grand Prix van Joegoslavië echter verplaatst naar het nabijgelegen nieuwe permanente Automotodrom Grobnik in Rijeka.
In 1991 verloor de Grand Prix van Joegoslavië haar WK-status. De races die voor 16 juni op de kalender stonden moesten door de uitbrekende oorlogen in Joegoslavië afgelast worden en ze werden vervangen door de Grand Prix van Europa in Jarama (Spanje). Er werd sindsdien nooit meer een Grand Prix van Joegoslavië georganiseerd.

## Statistiek van de Grand Prix van Joegoslavië

### Van 1960 tot 1968 (niet in het kader van het wereldkampioenschap)
(gekleurde achtergrond = races in het kader van het Europees kampioenschap)
| Editie | Jaar | Circuit | Klasse     | Winnaar                                  |
| ------ | ---- | ------- | ---------- | ---------------------------------------- |
| 1      | 1960 | Opatija | 125 cc     | Hans Fischer (MZ)                        |
| 1      | 1960 | Opatija | 250 cc     | Werner Musiol (MZ)                       |
| 1      | 1960 | Opatija | 350 cc     | Hans Pesl (Norton)                       |
| 1      | 1960 | Opatija | 500 cc     | Rudolf Gläser (Norton)                   |
| 1      | 1960 | Opatija | Zijspannen | Jo Rogliardo/ Marcel Godillot (BMW)      |
|        |      |         |            |                                          |
| 2      | 1961 | Opatija |            |                                          |
| 2      | 1961 | Opatija | 50 cc      | Hans Georg Anscheidt (Kreidler)          |
| 2      | 1961 | Opatija | 125 cc     | Werner Musiol (MZ)                       |
| 2      | 1961 | Opatija | 250 cc     | Silvio Grassetti (Benelli)               |
| 2      | 1961 | Opatija | 350 cc     | Silvio Grassetti (Benelli)               |
| 2      | 1961 | Opatija | 500 cc     | Ron Miles (Norton)                       |
| 2      | 1961 | Opatija | Zijspannen | Fritz Scheidegger/ Horst Burkhardt (BMW) |
|        |      |         |            |                                          |
| 3      | 1962 | Opatija | 50 cc      | Rajko Piciga (Tomos)                     |
| 3      | 1962 | Opatija | 125 cc     | László Szabó (MZ)                        |
| 3      | 1962 | Opatija | 175 cc     | Karel Bojer (ČZ)                         |
| 3      | 1962 | Opatija | 250 cc     | František Šťastný (Jawa)                 |
| 3      | 1962 | Opatija | 350 cc     | František Šťastný (Jawa)                 |
| 3      | 1962 | Opatija | 500 cc     | František Šťastný (Jawa)                 |
| 3      | 1962 | Opatija | Zijspannen | August Rohsiepe/ Lothar Böttcher (BMW)   |
|        |      |         |            |                                          |
| 4      | 1963 | Opatija | 50 cc      | Peter Eser (Honda)                       |
| 4      | 1963 | Opatija | 125 cc     | Sven-Olof Gunnarsson (Honda)             |
| 4      | 1963 | Opatija | 250 cc     | Pavel Slavíček (Jawa)                    |
| 4      | 1963 | Opatija | 350 cc     | Pavel Slavíček (Jawa)                    |
| 4      | 1963 | Opatija | 500 cc     | Sven-Olof Gunnarsson (Norton)            |
|        |      |         |            |                                          |
| 5      | 1964 | Opatija | 50 cc      | Janko-Florijan Štefe (Tomos)             |
| 5      | 1964 | Opatija | 125 cc     | Friedhelm Kohlar (MZ)                    |
| 5      | 1964 | Opatija | 250 cc     | Morrie Low (Bultaco)                     |
| 5      | 1964 | Opatija | 350 cc     | František Srna (Jawa)                    |
| 5      | 1964 | Opatija | 500 cc     | Morrie Low (Norton)                      |
|        |      |         |            |                                          |
| 6      | 1965 | Opatija | 50 cc      | Hans Georg Anscheidt (Kreidler)          |
| 6      | 1965 | Opatija | 125 cc     | Karel Bojer (ČZ)                         |
| 6      | 1965 | Opatija | 250 cc     | Gilberto Parlotti (Moto Morini)          |
| 6      | 1965 | Opatija | 350 cc     | Nikolaj Sevast'ânov (CKEB)               |
| 6      | 1965 | Opatija | 500 cc     | Agne Carlsson (Matchless)                |
|        |      |         |            |                                          |
| 7      | 1966 | Opatija | 50 cc      | Rudolf Kunz (Kreidler)                   |
| 7      | 1966 | Opatija | 125 cc     | Hartmut Bischoff (MZ)                    |
| 7      | 1966 | Opatija | 250 cc     | Paolo Campanelli (Aermacchi)             |
| 7      | 1966 | Opatija | 350 cc     | Renzo Pasolini (Aermacchi)               |
| 7      | 1966 | Opatija | 500 cc     | Silvio Grassetti (Bianchi)               |
|        |      |         |            |                                          |
| 8      | 1967 | Opatija | 50 cc      | Peter Eser (Honda)                       |
| 8      | 1967 | Opatija | 125 cc     | László Szabó (MZ)                        |
| 8      | 1967 | Opatija | 250 cc     | Luigi Taveri (Honda)                     |
| 8      | 1967 | Opatija | 350 cc     | Silvio Grassetti (Benelli)               |
| 8      | 1967 | Opatija | 500 cc     | Silvio Grassetti (Benelli)               |
|        |      |         |            |                                          |
| 9      | 1968 | Opatija | 50 cc      | Rudolf Kunz (Kreidler)                   |
| 9      | 1968 | Opatija | 125 cc     | László Szabó (MZ)                        |
| 9      | 1968 | Opatija | 250 cc     | Silvio Grassetti (Benelli)               |
| 9      | 1968 | Opatija | 350 cc     | Silvio Grassetti (Benelli)               |
| 9      | 1968 | Opatija | 500 cc     | Giuseppe Mandolini (Moto Guzzi)          |

### Van 1969 tot 1972 (in het kader van het wereldkampioenschap)
| Editie | Jaar | Circuit | Klasse | 1e                           | 2e                          | 3e                               | Snelste ronde                    |
| ------ | ---- | ------- | ------ | ---------------------------- | --------------------------- | -------------------------------- | -------------------------------- |
| 10     | 1969 | Opatija | 50 cc  | Paul Lodewijkx (Jamathi)     | Ángel Nieto (Derbi)         | Jan de Vries (Van Veen-Kreidler) | Ángel Nieto (Derbi)              |
| 10     | 1969 | Opatija | 125 cc | Dieter Braun (Suzuki)        | Dave Simmonds (Kawasaki)    | Ryszard Mankiewicz (MZ)          | Dieter Braun (Suzuki)            |
| 10     | 1969 | Opatija | 250 cc | Kel Carruthers (Benelli)     | Gilberto Parlotti (Benelli) | Kent Andersson (Yamaha)          | Gilberto Parlotti (Benelli)      |
| 10     | 1969 | Opatija | 350 cc | Silvio Grassetti (Jawa)      | Gilberto Milani (Aermacchi) | František Šťastný (Jawa)         | Silvio Grassetti (Jawa)          |
| 10     | 1969 | Opatija | 500 cc | Godfrey Nash (Norton)        | Franco Trabalzini (Paton)   | Steve Ellis (Linto)              | Godfrey Nash (Norton)            |
|        |      |         |        |                              |                             |                                  |                                  |
| 11     | 1970 | Opatija | 50 cc  | Ángel Nieto (Derbi)          | Aalt Toersen (Jamathi)      | Rudolf Kunz (Kreidler)           | Ángel Nieto (Derbi)              |
| 11     | 1970 | Opatija | 125 cc | Dieter Braun (Suzuki)        | Ángel Nieto (Derbi)         | Angelo Bergamonti (Aermacchi)    | Ángel Nieto (Derbi)              |
| 11     | 1970 | Opatija | 250 cc | Santiago Herrero (Ossa)      | Kent Andersson (Yamaha)     | Rodney Gould (Yamaha)            | Kel Carruthers (Yamaha)          |
| 11     | 1970 | Opatija | 350 cc | Giacomo Agostini (MV Agusta) | Kel Carruthers (Benelli)    | Silvio Grassetti (Jawa)          | Giacomo Agostini (MV Agusta)     |
| 11     | 1970 | Opatija | 500 cc | Giacomo Agostini (MV Agusta) | Ginger Molloy (Kawasaki)    | Roberto Gallina (Paton)          | Giacomo Agostini (MV Agusta)     |
|        |      |         |        |                              |                             |                                  |                                  |
| 12     | 1972 | Opatija | 50 cc  | Jan Bruins (Kreidler)        | Ángel Nieto (Derbi)         | Otello Buscherini (Malanca)      | Jan de Vries (Van Veen-Kreidler) |
| 12     | 1972 | Opatija | 125 cc | Kent Andersson (Yamaha)      | Chas Mortimer (Yamaha)      | Harald Bartol (Suzuki)           | Ángel Nieto (Derbi)              |
| 12     | 1972 | Opatija | 250 cc | Renzo Pasolini (Aermacchi)   | Rodney Gould (Yamaha)       | Kent Andersson (Yamaha)          | Jarno Saarinen (Yamaha)          |
| 12     | 1972 | Opatija | 350 cc | János Drapál (Yamaha)        | Dieter Braun (Yamaha)       | Phil Read (MV Agusta)            | Giacomo Agostini (MV Agusta)     |
| 12     | 1972 | Opatija | 500 cc | Alberto Pagani (MV Agusta)   | Chas Mortimer (Yamaha)      | Paul Eickelberg (König)          | Giacomo Agostini (MV Agusta)     |

### Van 1973 tot 1990 (in het kader van het wereldkampioenschap)
| Editie | Jaar | Circuit | Klasse     | 1e                                         | 2e                                             | 3e                                           | Poleposition                                   | Snelste ronde                                  |
| ------ | ---- | ------- | ---------- | ------------------------------------------ | ---------------------------------------------- | -------------------------------------------- | ---------------------------------------------- | ---------------------------------------------- |
| 13     | 1973 | Opatija | 50 cc      | Jan de Vries (Van Veen-Kreidler)           | Ulrich Graf (Kreidler)                         | Stefan Dörflinger (Kreidler)                 | Jan de Vries (Van Veen-Kreidler)               | Jan de Vries (Van Veen-Kreidler)               |
| 13     | 1973 | Opatija | 125 cc     | Kent Andersson (Yamaha)                    | Chas Mortimer (Yamaha)                         | Jos Schurgers (Bridgestone)                  | Ángel Nieto (Morbidelli)                       | Kent Andersson (Yamaha)                        |
| 13     | 1973 | Opatija | 250 cc     | Dieter Braun (Yamaha)                      | Silvio Grassetti (MZ)                          | Roberto Gallina (Yamaha)                     | Dieter Braun (Yamaha)                          | Dieter Braun (Yamaha)                          |
| 13     | 1973 | Opatija | 350 cc     | János Drapál (Yamaha)                      | Dieter Braun (Yamaha)                          | John Dodds (Yamaha)                          | Dieter Braun (Yamaha)                          | Dieter Braun (Yamaha)                          |
| 13     | 1973 | Opatija | 500 cc     | Kim Newcombe (König)                       | Steve Ellis (Yamaha)                           | Gianfranco Bonera (Suzuki)                   | Kim Newcombe (König)                           | Kim Newcombe (König)                           |
|        |      |         |            |                                            |                                                |                                              |                                                |                                                |
| 14     | 1974 | Opatija | 50 cc      | Henk van Kessel (Van Veen-Kreidler)        | Herbert Rittberger (Kreidler)                  | Ulrich Graf (Kreidler)                       | Julien van Zeebroeck (Van Veen-Kreidler)       | Julien van Zeebroeck (Van Veen-Kreidler)       |
| 14     | 1974 | Opatija | 125 cc     | Kent Andersson (Yamaha)                    | Ángel Nieto (Derbi)                            | Henk van Kessel (Bridgestone)                | Kent Andersson (Yamaha)                        | Kent Andersson (Yamaha)                        |
| 14     | 1974 | Opatija | 250 cc     | Chas Mortimer (Yamaha)                     | Patrick Pons (Yamaha)                          | Dieter Braun (Yamaha)                        | Bruno Kneubühler (Yamaha)                      | Chas Mortimer (Yamaha)                         |
| 14     | 1974 | Opatija | 350 cc     | Giacomo Agostini (Yamaha)                  | John Dodds (Yamaha)                            | Dieter Braun (Yamaha)                        | Giacomo Agostini (Yamaha)                      | Giacomo Agostini (Yamaha)                      |
|        |      |         |            |                                            |                                                |                                              |                                                |                                                |
| 15     | 1975 | Opatija | 50 cc      | Ángel Nieto (Kreidler)                     | Rudolf Kunz (Kreidler)                         | Aldo Pero (Kreidler)                         | Eugenio Lazzarini (Piovaticci)                 | Ángel Nieto (Kreidler)                         |
| 15     | 1975 | Opatija | 125 cc     | Dieter Braun (Morbidelli)                  | Pierluigi Conforti (Morbidelli)                | Eugenio Lazzarini (Piovaticci)               | Eugenio Lazzarini (Piovaticci)                 | Dieter Braun (Morbidelli)                      |
| 15     | 1975 | Opatija | 250 cc     | Dieter Braun (Yamaha)                      | Chas Mortimer (Yamaha)                         | Patrick Pons (Yamaha)                        | Otello Buscherini (Yamaha)                     | Otello Buscherini (Yamaha)                     |
| 15     | 1975 | Opatija | 350 cc     | Pentti Korhonen (Yamaha)                   | Otello Buscherini (Yamaha)                     | Chas Mortimer (Yamaha)                       | Otello Buscherini (Yamaha)                     | Pentti Korhonen (Yamaha)                       |
|        |      |         |            |                                            |                                                |                                              |                                                |                                                |
| 16     | 1976 | Opatija | 50 cc      | Ulrich Graf (Kreidler)                     | Herbert Rittberger (Kreidler)                  | Ángel Nieto (Bultaco)                        | Ángel Nieto (Bultaco)                          | Herbert Rittberger (Kreidler)                  |
| 16     | 1976 | Opatija | 125 cc     | Pier Paolo Bianchi (Morbidelli)            | Henk van Kessel (Condor)                       | Paolo Pileri (Morbidelli)                    | Ángel Nieto (Bultaco)                          | Ángel Nieto (Bultaco)                          |
| 16     | 1976 | Opatija | 250 cc     | Dieter Braun (Yamaha)                      | Tom Herron (Yamaha)                            | Olivier Chevallier (Yamaha)                  | Takazumi Katayama (Yamaha)                     | Gianfranco Bonera (Harley-Davidson)            |
| 16     | 1976 | Opatija | 350 cc     | Olivier Chevallier (Yamaha)                | Chas Mortimer (Yamaha)                         | Takazumi Katayama (Yamaha)                   | Tom Herron (Yamaha)                            | Olivier Chevallier (Yamaha)                    |
|        |      |         |            |                                            |                                                |                                              |                                                |                                                |
| 17     | 1977 | Opatija | 50 cc      | Ángel Nieto (Bultaco)                      | Ricardo Tormo (Bultaco)                        | Patrick Plisson (ABF)                        | Ángel Nieto (Bultaco)                          | Ángel Nieto (Bultaco)                          |
| 17     | 1977 | Opatija | 125 cc     | Pier Paolo Bianchi (Morbidelli)            | Ángel Nieto (Bultaco)                          | Maurizio Massimiani (Morbidelli)             | Pier Paolo Bianchi (Morbidelli)                | Pier Paolo Bianchi (Morbidelli)                |
| 17     | 1977 | Opatija | 250 cc     | Mario Lega (Morbidelli)                    | Takazumi Katayama (Yamaha)                     | Tom Herron (Yamaha)                          | Michel Rougerie (Morbidelli)                   | Mario Lega (Morbidelli)                        |
| 17     | 1977 | Opatija | 350 cc     | Takazumi Katayama (Yamaha)                 | Jon Ekerold (Yamaha)                           | Michel Rougerie (Yamaha)                     | John Dodds (Yamaha)                            | Takazumi Katayama (Yamaha)                     |
|        |      |         |            |                                            |                                                |                                              |                                                |                                                |
| 18     | 1978 | Rijeka  | 50 cc      | Ricardo Tormo (Bultaco)                    | Eugenio Lazzarini (Kreidler)                   | Patrick Plisson (ABF)                        | Eugenio Lazzarini (Kreidler)                   | Ricardo Tormo (Bultaco)                        |
| 18     | 1978 | Rijeka  | 125 cc     | Ángel Nieto (Minarelli)                    | Hans Müller (Morbidelli)                       | Pierluigi Conforti (MBA)                     | Thierry Espié (Motobécane)                     | Patrick Plisson (Morbidelli)                   |
| 18     | 1978 | Rijeka  | 250 cc     | Gregg Hansford (Kawasaki)                  | Toni Mang (Kawasaki)                           | Kork Ballington (Kawasaki)                   | Kork Ballington (Kawasaki)                     | Toni Mang (Kawasaki)                           |
| 18     | 1978 | Rijeka  | 350 cc     | Gregg Hansford (Kawasaki)                  | Gianfranco Bonera (Yamaha)                     | Patrick Fernandez (Yamaha)                   | Gregg Hansford (Kawasaki)                      | Gregg Hansford (Kawasaki)                      |
|        |      |         |            |                                            |                                                |                                              |                                                |                                                |
| 19     | 1979 | Rijeka  | 50 cc      | Eugenio Lazzarini (Kreidler)               | Rolf Blatter (Kreidler)                        | Hagen Klein (Hess Spezial)                   | Eugenio Lazzarini (Kreidler)                   | Onbekend                                       |
| 19     | 1979 | Rijeka  | 125 cc     | Ángel Nieto (Minarelli)                    | Thierry Espié (Motobécane)                     | Stefan Dörflinger (Morbidelli)               | Ricardo Tormo (Bultaco)                        | Onbekend                                       |
| 19     | 1979 | Rijeka  | 250 cc     | Graziano Rossi (Morbidelli)                | Gregg Hansford (Kawasaki)                      | Patrick Fernandez (Yamaha)                   | Gregg Hansford (Kawasaki)                      | Onbekend                                       |
| 19     | 1979 | Rijeka  | 350 cc     | Kork Ballington (Kawasaki)                 | Pekka Nurmi (Yamaha)                           | Sadao Asami (Yamaha)                         | Gregg Hansford (Kawasaki)                      | Onbekend                                       |
| 19     | 1979 | Rijeka  | 500 cc     | Kenny Roberts (Yamaha)                     | Virginio Ferrari (Yamaha)                      | Franco Uncini (Suzuki)                       | Kenny Roberts (Yamaha)                         | Onbekend                                       |
|        |      |         |            |                                            |                                                |                                              |                                                |                                                |
| 20     | 1980 | Rijeka  | 50 cc      | Ricardo Tormo (Kreidler)                   | Stefan Dörflinger (Kreidler)                   | Eugenio Lazzarini (Iprem)                    | Ricardo Tormo (Kreidler)                       | Ricardo Tormo (Kreidler)                       |
| 20     | 1980 | Rijeka  | 125 cc     | Guy Bertin (Motobécane)                    | Hans Müller (MBA)                              | Loris Reggiani (Minarelli)                   | Pier Paolo Bianchi (MBA)                       | Guy Bertin (Motobécane)                        |
| 20     | 1980 | Rijeka  | 250 cc     | Toni Mang (Krauser)                        | Gianpaolo Marchetti (MBA)                      | Sauro Pazzaglia (Ad Maiora)                  | Toni Mang (Krauser)                            | Toni Mang (Krauser)                            |
| 20     | 1980 | Rijeka  | Zijspannen | Rolf Biland/ Kurt Waltisperg (LCR-Yamaha)  | Alain Michel/ Michael Burkhard (Seymaz-Yamaha) | Jock Taylor/ Benga Johansson (Windle-Yamaha) | Alain Michel/ Michael Burkhard (Seymaz-Yamaha) | Alain Michel/ Michael Burkhard (Seymaz-Yamaha) |
|        |      |         |            |                                            |                                                |                                              |                                                |                                                |
| 21     | 1981 | Rijeka  | 50 cc      | Ricardo Tormo (Bultaco)                    | Stefan Dörflinger (Kreidler)                   | Rolf Blatter (Kreidler)                      | Stefan Dörflinger (Kreidler)                   | Ricardo Tormo (Bultaco)                        |
| 21     | 1981 | Rijeka  | 125 cc     | Loris Reggiani (Minarelli)                 | Pier Paolo Bianchi (MBA)                       | Hans Müller (MBA)                            | Pier Paolo Bianchi (MBA)                       | Pier Paolo Bianchi (MBA)                       |
| 21     | 1981 | Rijeka  | 350 cc     | Toni Mang (Kawasaki)                       | Jon Ekerold (Bimota-Yamaha)                    | Carlos Lavado (Yamaha)                       | Toni Mang (Kawasaki)                           | Toni Mang (Kawasaki)                           |
| 21     | 1981 | Rijeka  | 500 cc     | Randy Mamola (Suzuki)                      | Marco Lucchinelli (Suzuki)                     | Kenny Roberts (Yamaha)                       | Marco Lucchinelli (Suzuki)                     | Marco Lucchinelli (Suzuki)                     |
|        |      |         |            |                                            |                                                |                                              |                                                |                                                |
| 22     | 1982 | Rijeka  | 50 cc      | Eugenio Lazzarini (Garelli)                | Stefan Dörflinger (Kreidler)                   | Ricardo Tormo (Bultaco)                      | Stefan Dörflinger (Kreidler)                   | Eugenio Lazzarini (Garelli)                    |
| 22     | 1982 | Rijeka  | 125 cc     | Eugenio Lazzarini (Garelli)                | Pier Paolo Bianchi (Sanvenero)                 | Jorge Martínez (Garelli)                     | Eugenio Lazzarini (Garelli)                    | Eugenio Lazzarini (Garelli)                    |
| 22     | 1982 | Rijeka  | 250 cc     | Didier de Radiguès (Chevallier-Yamaha)     | Paolo Ferretti (MBA)                           | Jean-Louis Tournadre (Yamaha)                | Didier de Radiguès (Chevallier-Yamaha)         | Jean-Louis Tournadre (Yamaha)                  |
| 22     | 1982 | Rijeka  | 500 cc     | Franco Uncini (Suzuki)                     | Graeme Crosby (Yamaha)                         | Barry Sheene (Yamaha)                        | Barry Sheene (Yamaha)                          | Franco Uncini (Suzuki)                         |
|        |      |         |            |                                            |                                                |                                              |                                                |                                                |
| 23     | 1983 | Rijeka  | 50 cc      | Stefan Dörflinger (Kreidler)               | Hans Spaan (Kreidler)                          | Rainer Kunz (FKN-Kreidler)                   | Eugenio Lazzarini (Garelli)                    | Ricardo Tormo (Garelli)                        |
| 23     | 1983 | Rijeka  | 125 cc     | Bruno Kneubühler (MBA)                     | Maurizio Vitali (MBA)                          | Stefano Caracchi (MBA)                       | Fausto Gresini (Garelli)                       | Bruno Kneubühler (MBA)                         |
| 23     | 1983 | Rijeka  | 250 cc     | Carlos Lavado (Yamaha)                     | Christian Sarron (Yamaha)                      | Manfred Herweh (Real-Rotax)                  | Didier de Radiguès (Chevallier-Yamaha)         | Christian Sarron (Yamaha)                      |
| 23     | 1983 | Rijeka  | 500 cc     | Freddie Spencer (Honda)                    | Randy Mamola (Suzuki)                          | Eddie Lawson (Yamaha)                        | Freddie Spencer (Honda)                        | Freddie Spencer (Honda)                        |
|        |      |         |            |                                            |                                                |                                              |                                                |                                                |
| 24     | 1984 | Rijeka  | 80 cc      | Stefan Dörflinger (Zündapp)                | Hubert Abold (Derbi)                           | Jorge Martínez (Derbi)                       | Stefan Dörflinger (Zündapp)                    | Stefan Dörflinger (Zündapp)                    |
| 24     | 1984 | Rijeka  | 250 cc     | Manfred Herweh (Real-Rotax)                | Christian Sarron (Yamaha)                      | Jacques Cornu (Yamaha)                       | Wayne Rainey (Yamaha)                          | Carlos Lavado (Yamaha)                         |
| 24     | 1984 | Rijeka  | 500 cc     | Freddie Spencer (Honda)                    | Randy Mamola (Honda)                           | Raymond Roche (Honda)                        | Freddie Spencer (Honda)                        | Freddie Spencer (Honda)                        |
|        |      |         |            |                                            |                                                |                                              |                                                |                                                |
| 25     | 1985 | Rijeka  | 80 cc      | Stefan Dörflinger (Krauser)                | Jorge Martínez (Derbi)                         | Manuel Herreros (Derbi)                      | Stefan Dörflinger (Krauser)                    | Stefan Dörflinger (Krauser)                    |
| 25     | 1985 | Rijeka  | 250 cc     | Freddie Spencer (Honda)                    | Carlos Lavado (Yamaha)                         | Loris Reggiani (Aprilia-Rotax)               | Freddie Spencer (Honda)                        | Freddie Spencer (Honda)                        |
| 25     | 1985 | Rijeka  | 500 cc     | Eddie Lawson (Yamaha)                      | Freddie Spencer (Honda)                        | Wayne Gardner (Honda)                        | Freddie Spencer (Honda)                        | Eddie Lawson (Yamaha)                          |
|        |      |         |            |                                            |                                                |                                              |                                                |                                                |
| 26     | 1986 | Rijeka  | 80 cc      | Jorge Martínez (Derbi)                     | Stefan Dörflinger (Krauser)                    | Ian McConnachie (Krauser)                    | Jorge Martínez (Derbi)                         | Jorge Martínez (Derbi)                         |
| 26     | 1986 | Rijeka  | 250 cc     | Sito Pons (Honda)                          | Jean-François Baldé (Honda)                    | Dominique Sarron (Honda)                     | Carlos Lavado (Yamaha)                         | Carlos Lavado (Yamaha)                         |
| 26     | 1986 | Rijeka  | 500 cc     | Eddie Lawson (Yamaha)                      | Randy Mamola (Yamaha)                          | Wayne Gardner (Honda)                        | Randy Mamola (Yamaha)                          | Eddie Lawson (Yamaha)                          |
|        |      |         |            |                                            |                                                |                                              |                                                |                                                |
| 27     | 1987 | Rijeka  | 80 cc      | Jorge Martínez (Derbi)                     | Stefan Dörflinger (Krauser)                    | Ian McConnachie (Krauser)                    | Jorge Martínez (Derbi)                         | Gerhard Waibel (Krauser)                       |
| 27     | 1987 | Rijeka  | 250 cc     | Carlos Lavado (Yamaha)                     | Loris Reggiani (Aprilia-Rotax)                 | Reinhold Roth (Honda)                        | Carlos Lavado (Yamaha)                         | Carlos Lavado (Yamaha)                         |
| 27     | 1987 | Rijeka  | 500 cc     | Wayne Gardner (Honda)                      | Randy Mamola (Yamaha)                          | Eddie Lawson (Yamaha)                        | Wayne Gardner (Honda)                          | Wayne Gardner (Honda)                          |
|        |      |         |            |                                            |                                                |                                              |                                                |                                                |
| 28     | 1988 | Rijeka  | 80 cc      | Jorge Martínez (Derbi)                     | Peter Öttl (Krauser)                           | Àlex Crivillé (Derbi)                        | Jorge Martínez (Derbi)                         | Jorge Martínez (Derbi)                         |
| 28     | 1988 | Rijeka  | 125 cc     | Jorge Martínez (Derbi)                     | Ezio Gianola (Honda)                           | Lucio Pietroniro (Honda)                     | Jorge Martínez (Derbi)                         | Corrado Catalano (Aprilia)                     |
| 28     | 1988 | Rijeka  | 250 cc     | Sito Pons (Honda)                          | Juan Garriga (Yamaha)                          | Dominique Sarron (Honda)                     | Sito Pons (Honda)                              | Juan Garriga (Yamaha)                          |
| 28     | 1988 | Rijeka  | 500 cc     | Wayne Gardner (Honda)                      | Christian Sarron (Yamaha)                      | Wayne Rainey (Yamaha)                        | Christian Sarron (Yamaha)                      | Christian Sarron (Yamaha)                      |
|        |      |         |            |                                            |                                                |                                              |                                                |                                                |
| 29     | 1989 | Rijeka  | 80 cc      | Peter Öttl (Krauser)                       | Manuel Herreros (Derbi)                        | Stefan Dörflinger (Krauser)                  | Stefan Dörflinger (Krauser)                    | Peter Öttl (Krauser)                           |
| 29     | 1989 | Rijeka  | 250 cc     | Sito Pons (Honda)                          | Reinhold Roth (Honda)                          | Jacques Cornu (Honda)                        | Sito Pons (Honda)                              | Luca Cadalora (Yamaha)                         |
| 29     | 1989 | Rijeka  | 500 cc     | Kevin Schwantz (Suzuki)                    | Wayne Rainey (Yamaha)                          | Eddie Lawson (Honda)                         | Kevin Schwantz (Suzuki)                        | Wayne Rainey (Yamaha)                          |
|        |      |         |            |                                            |                                                |                                              |                                                |                                                |
| 30     | 1990 | Rijeka  | 125 cc     | Stefan Prein (Honda)                       | Loris Capirossi (Honda)                        | Bruno Casanova (Honda)                       | Jorge Martínez (JJ Cobas-Rotax)                | Doriano Romboni (Honda)                        |
| 30     | 1990 | Rijeka  | 250 cc     | Carlos Cardús (Honda)                      | John Kocinski (Yamaha)                         | Martin Wimmer (Aprilia)                      | John Kocinski (Yamaha)                         | Reinhold Roth (Honda)                          |
| 30     | 1990 | Rijeka  | 500 cc     | Wayne Rainey (Yamaha)                      | Kevin Schwantz (Suzuki)                        | Niall Mackenzie (Suzuki)                     | Wayne Rainey (Yamaha)                          | Wayne Rainey (Yamaha)                          |
| 30     | 1990 | Rijeka  | Zijspannen | Alain Michel/ Simon Birchall (LCR-Krauser) | Egbert Streuer/ Geral de Haas (LCR-Yamaha)     | Webster/ Gavin Simmons (LCR-Krauser)         | Rolf Biland/ Kurt Waltisperg (LCR-Krauser)     | Alain Michel/ Simon Birchall (LCR-Krauser)     |

1960 · 1961 · 1962 · 1963 · 1964 · 1965 · 1966 · 1967 · 1968 · 1969 · 1970
1972 · 1973 · 1974 · 1975 · 1976 · 1977 · 1978 · 1979 · 1980 · 1981 · 1982 · 1983 · 1984 · 1985 · 1986 · 1987 · 1988 · 1989 · 1990